# Seznam hrabat ze Champagne
Seznam hrabat ze Champagne zahrnuje vládce hrabství Champagne, které vzniklo roku 1093 sjednocením hrabství Bar-sur-Aube, Vitry a Troyes v rukou Huga I. ze Champagne, z dynastie z Blois, který roku 1102 oficiálně začal používat titul hraběte ze Champagne. Sňatkem poslední členky rodu Johany ze Champagne s francouzským králem Filipem Sličným přešlo hrabství na francouzskou korunu a Kapetovce.

## Hrabata ze Champagne
- 1102–1125 : Hugo I. ze Champagne († 1126)

∞ Konstancie Francouzská
∞ Isabela Burgundská
- 1125–1151 : Theobald II. ze Champagne, († 1151), hrabě z Blois (jako Theobald IV.), Meaux, Troyes a Champagne

∞ Matylda Korutanská († 1161)
- 1151–1181 : Jindřich I. ze Champagne († 1181), hrabě ze Champagne

∞ Marie Francouzská († 1198)
- 1181–1197 : Jindřich II. ze Champagne († 1197), hrabě ze Champagne a jeruzalémský král

∞ Isabela Jeruzalémská († 1206)
- 1197–1201 : Theobald III. ze Champagne, ( † 1201), hrabě ze Champagne

∞ Blanka Navarrská († 1229)
- 1201–1253 : Theobald IV. ze Champagne († 1253), hrabě ze Champagne a navarrský král

∞ Gertruda z Dagsburgu († cca 1225)
∞ Anežka z Beaujeu († 1231)
∞ Markéta Bourbonská († 1256)
- 1253–1270 : Theobald V. ze Champagne († 1270), hrabě ze Champagne a navarrský král

∞ Isabela Francouzská († 1271)
- 1270–1274 : Jindřich III. ze Champagne ( † 1274), hrabě ze Champagne a navarrský král

∞ Blanka z Artois († 1302)
- 1274–1305 : Johana ze Champagne († 1305), hraběnka ze Champagne, královna navarrská a francouzská

∞ Filip IV. Sličný